# Michel Le Nobletz
Venerabile Michel Le Nobletz (in bretone: Mikêl an Nobletz; Plouguerneau, 29 settembre 1577 – Le Conquet, 5 maggio 1652) è stato un religioso e missionario francese, considerato assieme a Julien Maunoir uno dei due grandi missionari presso la popolazione della Bretagna, ai quali si deve il risveglio della devozione cristiana a cui si assistette in quella regione nel XVII secolo.
Soprannominato per il suo zelo da alcuni detrattori ar beleg foll, ovvero il "prete folle", Le Nobletz ideò un metodo che prevedeva l'insegnamento di parabole e scene bibliche attraverso delle immagini che recavano delle scritte in bretone. Queste tavole illustrate, dette in bretone taolennoù, sono state in seguito usate anche da missionari di altri Paesi fino al 1950 e sono state tradotte in 256 lingue.
A lui è intitolato un collegio a Le Conquet.

## Biografia

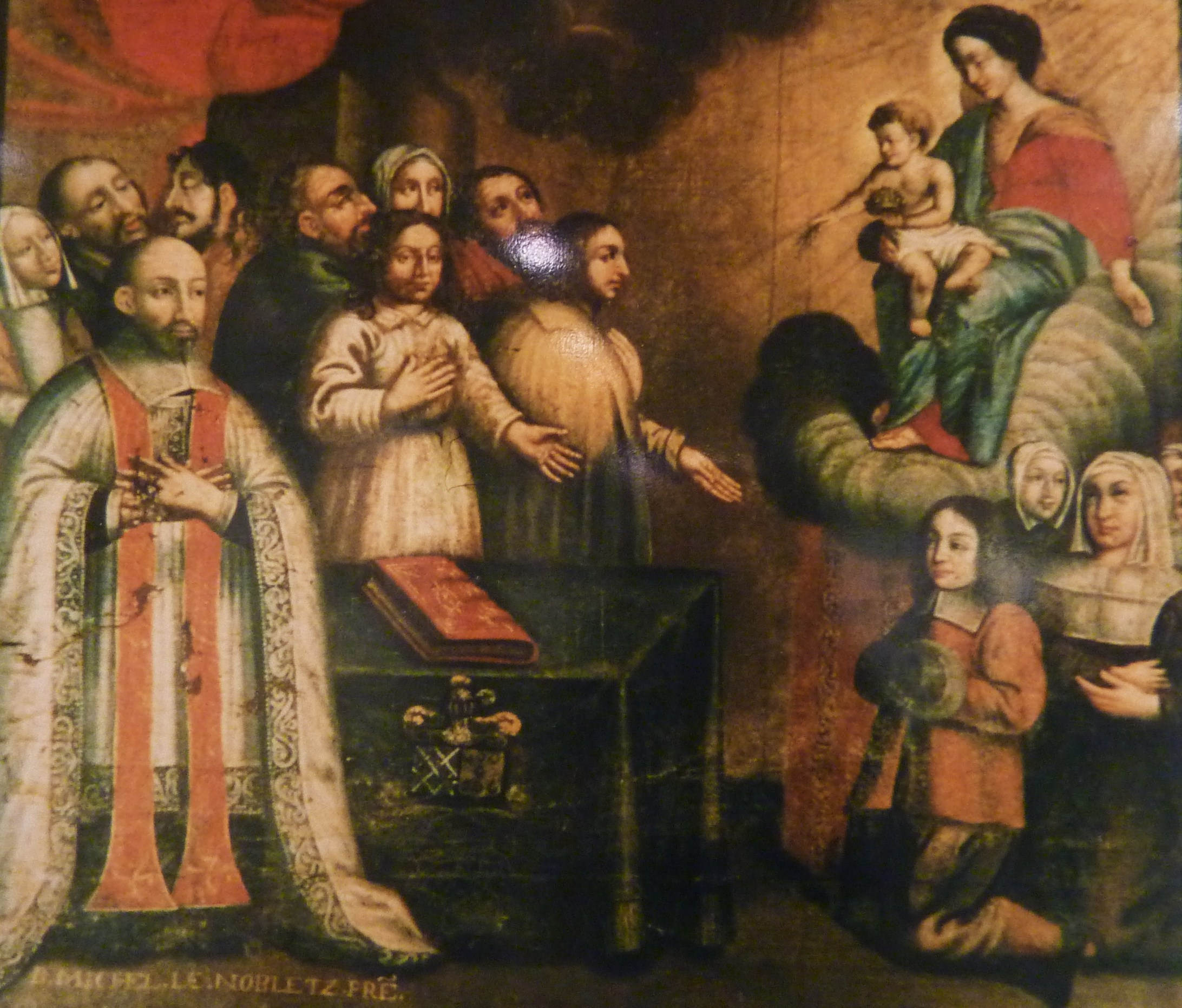
Una predica di Michel Le Nobletz

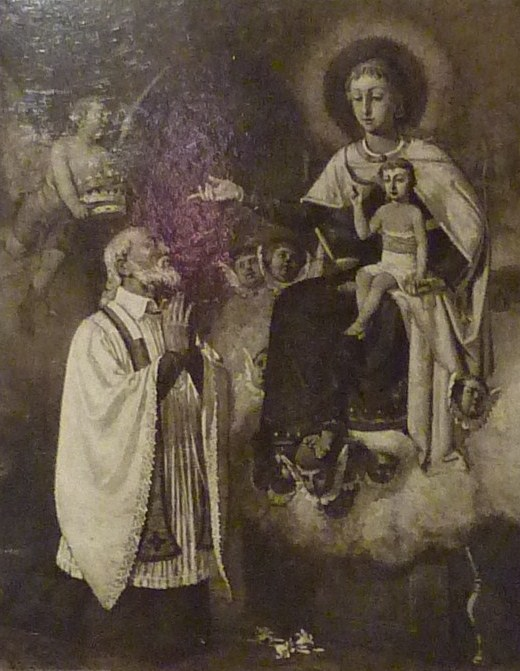
Apparizione della Vergine a Michel Le Nobletz

Michel Le Nobletz nacque a Kerodern nei dintorni di Plouguerneau, il 29 settembre 1577Era il quarto figlio  di Hervé Le Nobletz e Françoise de Lesvern (o Lesguern), entrambi di origine nobile e aveva sei sorelle e quattro fratelli.
Dopo aver studiato in varie scuole locali, all'età di 13 anni si recò a  Ploudaniel, dove studiò per 6 anni presso un sacerdote di nome Alain Le Guern.
In seguito studiò teologia e filosofia presso i Gesuiti, dapprima a Bordeaux e poi ad Agen.
Terminati gli studi, fece ritorno nella casa natale, ma fu cacciato dal padre. Andò così a stabilirsi nella casa della sua vecchia balia, dove per sei mesi insegnò catechismo a i bambini.
Le Nobletz decise quindi di trasferirsi a Parigi, per proseguire i propri studi alla Sorbona.
Nel 1607, fu ordinato sacerdote, come consigliatogli da Padre Cotton, un gesuita, confessore di Enrico IV di Francia.
Tornato in Bretagna, si votò per un periodo a vita ritirata sulla spiaggia di Trémenech (o Trémenach), situata nei dintorni della sua città natale.
Nel 1608 si recò presso un convento di Dominicani di Morlaix, ma fu cacciato dopo sei mesi per aver strappato il quadro di una benefattrice.
In seguito, iniziò la propria attività di missionario: nel 1611 si stabilì a Lochrist, nei dintorni di Plougonvelin; predicò quindi nelle isole di d'Ouessant, di Molène e di Batz.
In seguito, si trasferì da Pointe de Saint-Mathieu raggiungendo la Bassa Bretagna. Qui fu però considerato un fanatico, anche se in sua difesa intervenne l'abate di Louët, il grande vicario del Léon.
Quindi, dopo una missione fallimentare a Landerneau, nel 1614 Le Nobletz partì per la provincia della Cornovaglia, dove predicò a Pont-l'Abbé, a Concarneau  e Audierne.
Nel 1618, si ritirò quindi nei dintorni di Douarnenez, dove rimase per 25 anni, prima di trasferirsi a Le Conquet, nella diocesi di Léon.
|  |

Morì a Le Conquet il 5 maggio 1652, all'età di 74 anni.
Fu sepolto nella proprietà della famiglia Halgouët a Lochrist, dove in sua memoria fu eretta una statua a grandezza naturale.
Dopo la sua morte, gli furono attribuiti vari miracoli e la sua tomba divenne per molto tempo luogo di pellegrinaggio.

## La procedura di beatificazione
Il processo di beatificazione di Dom Michel Le Nobletz fu aperto nel 1701. Fu rilanciato dal monsignor Lamarche, vescovo di Quimper e Léon nel 1888. Un decreto del papa Leone XIII del 6 Aprile 1897 autorizzó l'introduzione della Causa presso la Sacra Congregazione dei Riti. Il Papa Pio X riconobbe il 14 Dicembre 1913 l'eroismo delle virtú di Dom Michel.

## Taolennoù di Michel Le Nobletz

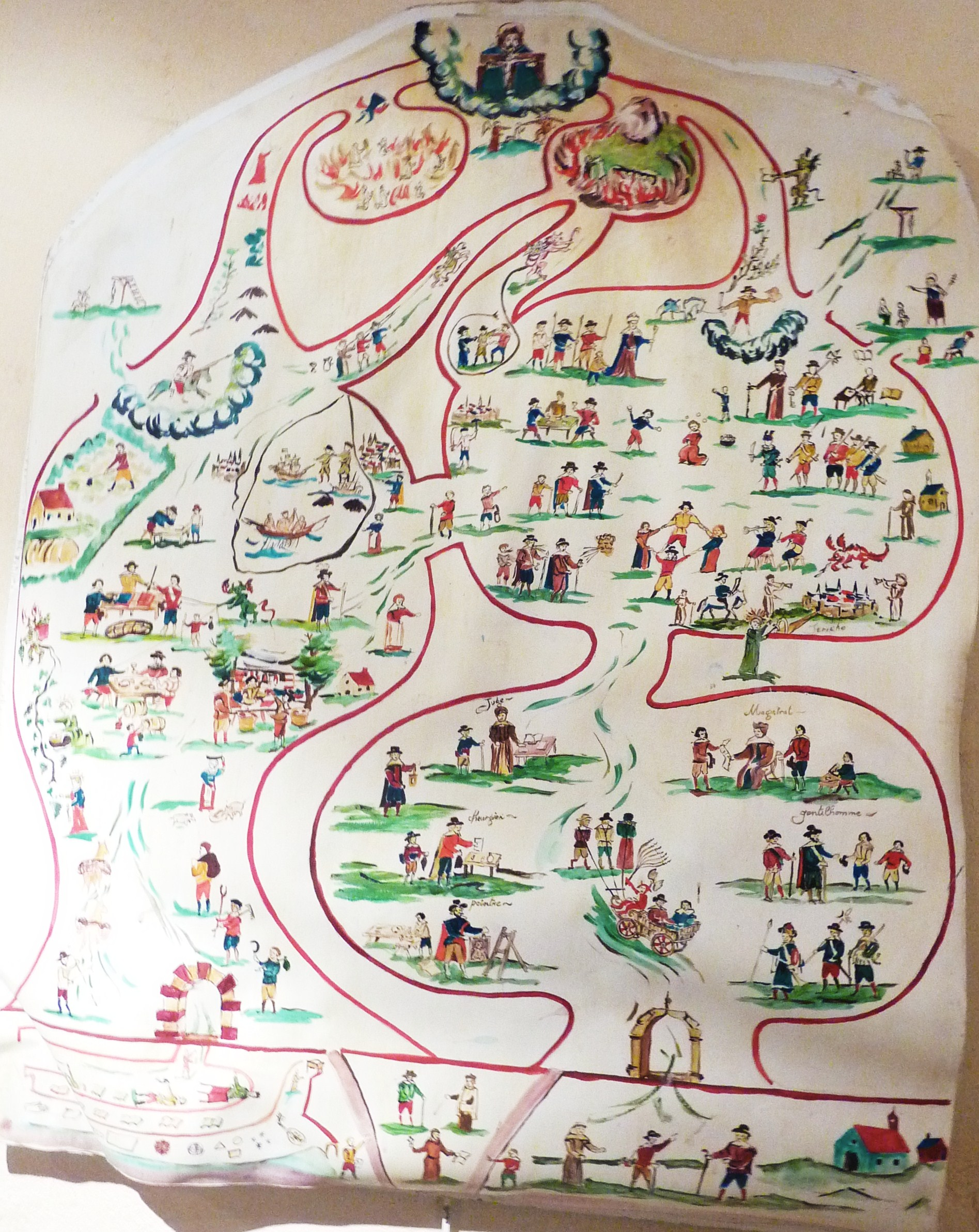
Le Miroir du Monde, una celebre tavola illustrata (taolenn) utilizzata da Michel Le Nobletz nel corso della sua opera di missionario

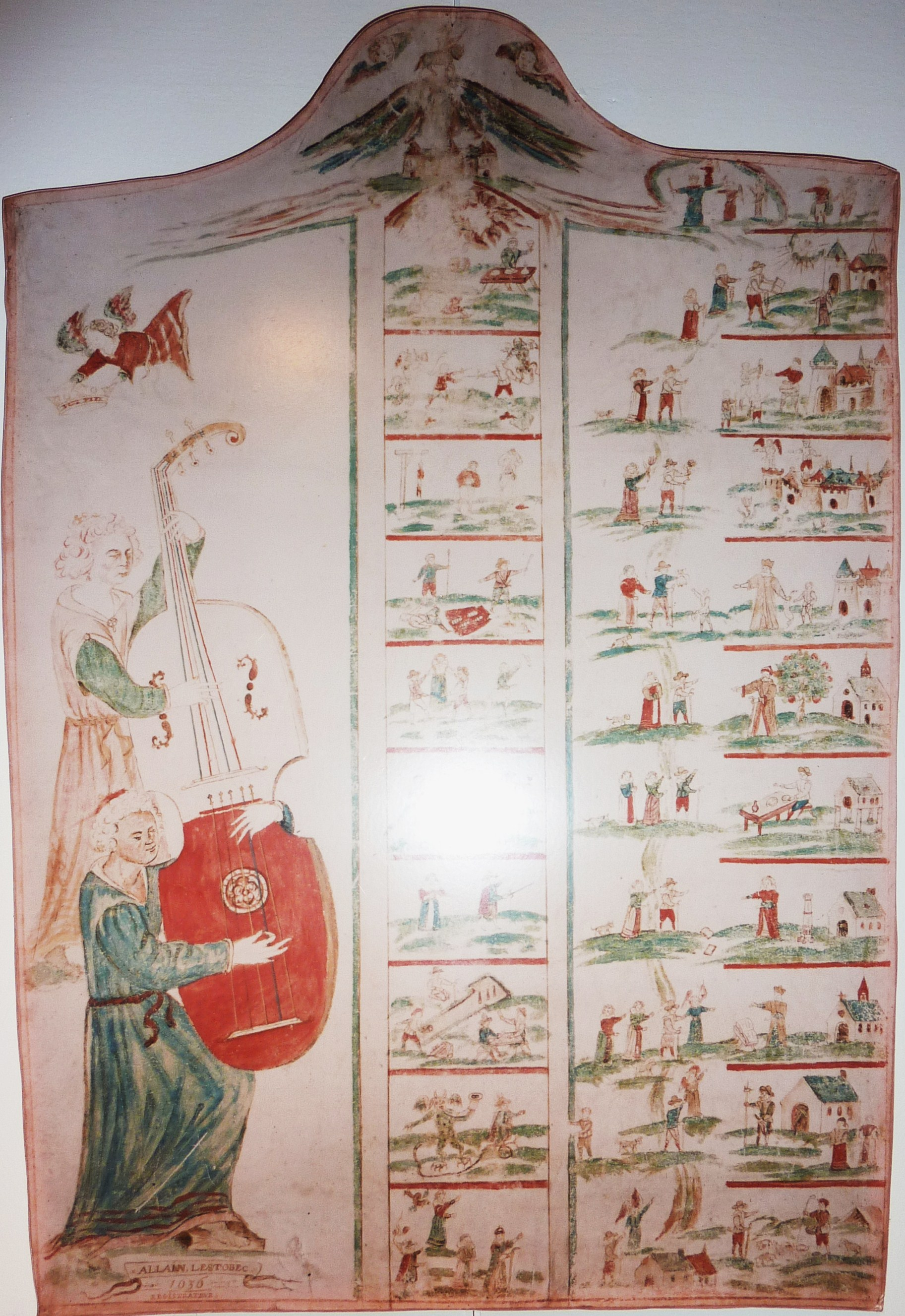
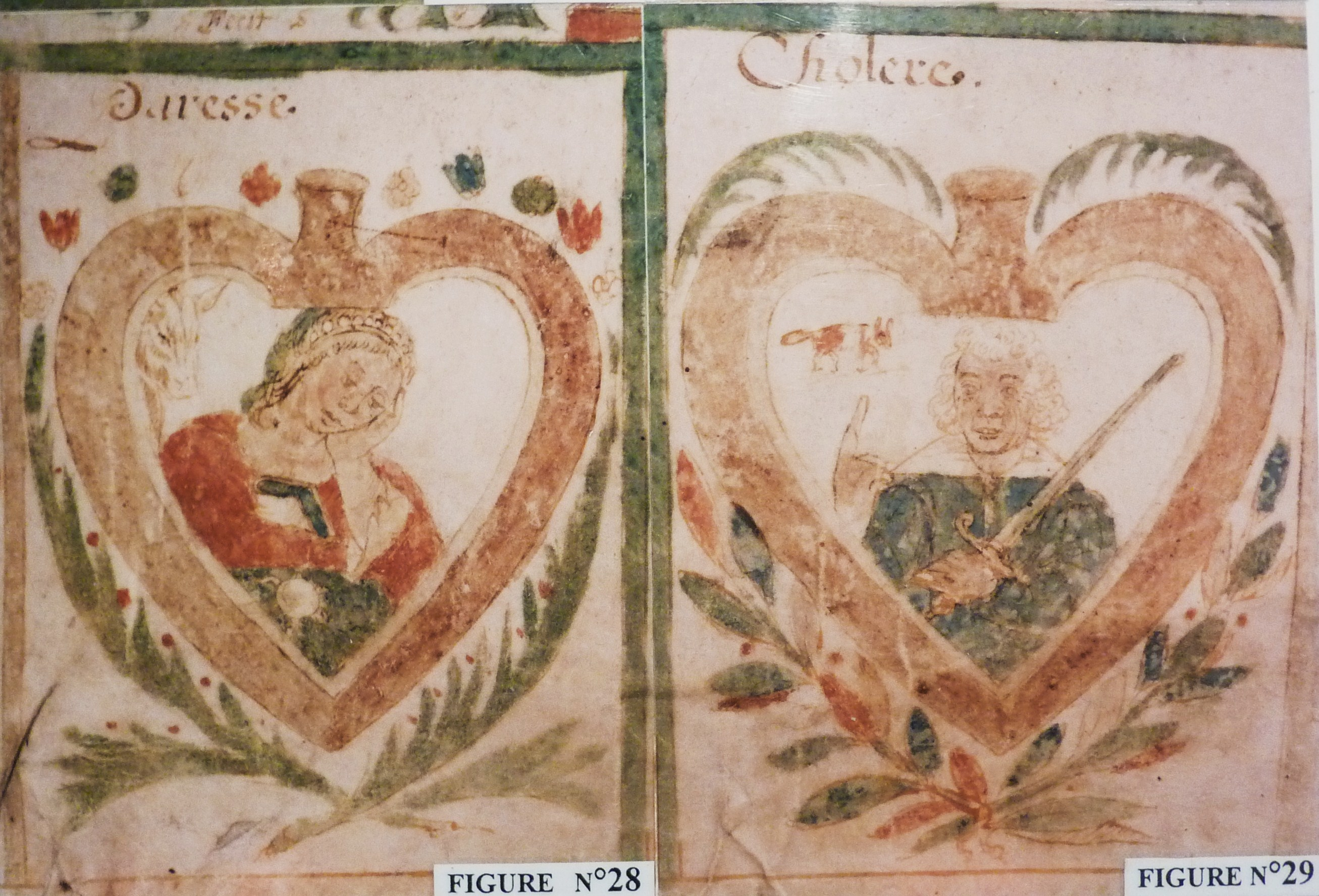